# 红庙子乡
红庙子乡，是中华人民共和国辽宁省抚顺市新宾满族自治县下辖的一个乡镇级行政单位。

## 行政区划
红庙子乡下辖以下地区：
查家村、长岭子村、红庙子村、老戏场村、南四平村、五道沟村、英盈村、英盈朝村、四道沟村和西岔村。